# Vroeger is dood (film)
Vroeger is dood is een Nederlandse film uit 1987 van Ine Schenkkan. Het is gebaseerd op het boek Vroeger is dood van Inez van Dullemen en werd opgenomen op het Gymnasium Haganum. De film heeft als internationale titel Bygones.
'Vroeger is dood' won het Gouden Kalf voor beste film en die voor beste actrice (Jasperina de Jong).

## Verhaal
Schrijfster Inez worstelt met de aftakeling en dood van haar moeder en vader. Ze probeert dit vorm te geven door een boek te schrijven. Tijdens dit proces komen er allerlei herinneringen aan vroeger boven.

## Rolverdeling
| Acteur               | Personage         |
| -------------------- | ----------------- |
| Jasperina de Jong    | Inez              |
| Elise Hoomans        | Moeder            |
| Max Croiset          | Vader             |
| Eline de Meyer       | Kleine Inez       |
| Mark de Graaf        | Felix             |
| Wendy Bushnell       | Linda             |
| Huib Rooymans        | Hans              |
| Dolf de Vries        | Johan             |
| Mies de Heer         | Else              |
| Ruud Westerkamp      | Maarten           |
| Liliane Kuiper       | Denise            |
| Rens Schenkkan       | Kleine Johan      |
| Gerda Havertong      | Surinaamse zuster |
| Mattheo Verhaert     | Broeder Mattheo   |
| Hiske van der Linden | Zuster            |